# Quinta guerra siria
La muerte de Ptolomeo IV en 204 a. C. fue seguida por un sangriento conflicto en torno a la regencia como su heredero de la que emergió Ptolomeo V, que era sólo un niño. El conflicto se inició con el asesinato de la esposa y hermana del rey muerto, Arsínoe, por los ministros Agatocles y Sosibio. El destino de Sosibio estaba claro, pero parece Agatocles llevó a cabo la regencia durante algún tiempo hasta que fue linchado por una volátil turba alejandrina. La regencia pasó de un asesor a otro, y el reino se encontraba en un estado cercano a la anarquía.
Tratando de aprovechar las ventajas de esta agitación, Antíoco III preparó una segunda invasión de Celesiria. Llegó a un acuerdo con Filipo V de Macedonia para conquistar y compartir los territorios de los Ptolomeos de ultramar, a pesar de lo cual, aquella codiciosa alianza no duraría mucho. Antíoco rápidamente arrasó la región a su paso. Después de un breve retroceso en Gaza, dio un aplastante golpe a los Ptolomeos cerca de la cabeza del río Jordán que le valió el importante puerto de Sidón.
En 200 a. C., emisarios romanos llegaron a Filipo y Antíoco exigiendo que se abstuviesen de invadir Egipto. Los romanos así no sufrirían alteración alguna en la importación de granos de Egipto, clave para la manuntención de la masa de la población de Italia. Como los monarcas no habían planeado invadir Egipto en sí, cumplieron voluntariamente las demandas de Roma. En 198 a. C., y gracias a su victoria en Panio, Antíoco completó la subyugación de Celesiria y lanzó una incursión sobre el resto de fortalezas de Ptolomeo en la costa de Caria y Cilicia.
Problemas internos llevaron a Ptolomeo buscar una rápida y desfavorable paz. El movimiento nacionalista, que había comenzado antes de la guerra con la gran revuelta tebana y se había ampliado con el apoyo de los sacerdotes egipcios, creó agitación y sedición en todo el reino. Los problemas económicos llevaron al gobierno ptolemaico a aumentar los impuestos, lo que a su vez alimentó aún más el fuego nacionalista. Con el fin de centrarse en el frente interno, Ptolomeo firmó un tratado de conciliación con Antíoco en 195 a. C., dejando al rey seléucida la posesión de Celesiria y acordando la boda de Ptolomeo con la hija de Antíoco, Cleopatra.
- Datos: Q372330